# Focus

Robert Schneider, Chefredakteur des „Focus“ von 2016 bis 2023

Focus (Eigenschreibweise in Versalien) ist ein deutschsprachiges Nachrichtenmagazin und eine Illustrierte aus dem Verlag Hubert Burda Media. 1993 wurde das Magazin als Konkurrenzangebot zum Spiegel gegründet. Seit 2015 hat die Redaktion ihren Sitz in Berlin. Der Focus ist neben Spiegel und Stern eines der drei reichweitenstärksten deutschen Wochenmagazine. Das Konzept stammt von Hubert Burda und Helmut Markwort, der 2009 vom Chefredakteur in die Position des Herausgebers wechselte und seit 2017 im Impressum als Gründungschefredakteur geführt wird. Amtierende Chefredakteure des Focus sind seit 1. April 2023 Franziska Reich und Georg Meck.
Die verkaufte Auflage beträgt 249.585 Exemplare, ein Minus von 68,1 Prozent seit 1998. Der Internetauftritt Focus Online ist Stand 2023 mit Abstand das reichweitenstärkste Nachrichtenportal in Deutschland, gefolgt von Spiegel Online.

## Geschichte
Unter dem Decknamen „Zugmieze“ begannen im Sommer 1991 die Arbeiten am Focus. Im Oktober 1992 wurden die Pläne von Hubert Burda Media für ein neues wöchentliches Nachrichtenmagazin öffentlich bekannt. Beobachter räumten dem Projekt zunächst nur geringe Chancen ein. Mehrere Versuche anderer Verlage, eine Konkurrenz zu den Zeitschriften Spiegel und Stern zu etablieren, waren zuvor gescheitert. Die erste Ausgabe kam am 18. Januar 1993 in den Handel und war bereits am folgenden Tag ausverkauft. Der Untertitel des Focus lautete „das moderne Nachrichtenmagazin“. Erster Chefredakteur des Magazins wurde Helmut Markwort. Die Titelgeschichte über das angebliche Comeback von Hans-Dietrich Genscher als Nachfolger von Richard von Weizsäcker im Amt des Bundespräsidenten entpuppte sich später als Ente. Positive und negative Stimmen hielten sich die Waage: Journalisten beurteilten den Focus tendenziell kritisch, Werbetreibende äußerten sich durchweg wohlwollend. Beobachter sahen im Focus vor allem einen Angriff auf den Spiegel, während der Verlag sich US-amerikanische Zeitschriften wie Newsweek oder Time zum Vorbild nahm.
Nach fünf Ausgaben hatte der Focus rund 15.000 Abonnenten, mit einer Auflage von über 300.000 verkauften Exemplaren war er von Anfang an wirtschaftlich erfolgreich. Das Magazin trug maßgeblich zum Ausbau der Marktposition von Hubert Burda Media bei. Mitte 1994 entschied ein niederländisches Gericht, dass der Focus aufgrund von Markenstreitigkeiten nicht mehr in Belgien, den Niederlanden und Luxemburg verkauft werden durfte. Ungeachtet dessen setzte der Focus seinen Kurs fort, das Magazin vermarktete zeitweise sogar mehr Anzeigen als der Spiegel. Die Internationalisierung trieb Burda beispielsweise durch eine Kooperation mit dem US-amerikanischen Medienunternehmen Ziff Davis voran. 1996 startete das Internetportal Focus Online, unter dem Namen Focus TV stieg man in die Produktion von TV-Inhalten ein. Der Focus entwickelte sich zu einem der wichtigsten deutschen Nachrichtenmagazine. 1997 wurde sein Verleger Hubert Burda unter anderem für die „kreativen und bahnbrechenden Innovationen“ des Blattes ausgezeichnet.
In den ersten fünf Jahren seines Bestehens erregte der Focus immer wieder Aufsehen durch Interviews mit bedeutenden Persönlichkeiten, beispielsweise 1996 mit dem Bauunternehmer Jürgen Schneider nach seiner Festnahme oder 1997 mit Leo Kirch nach dem Zusammenbruch seines Medienkonzerns. Das Konzept des Focus wurde auch außerhalb Europas umgesetzt, beispielsweise in Gestalt der Zeitschrift Época des brasilianischen Medienhauses Grupo Globo. Anfang 1999 erreichte der Focus erstmals mehr Leser als der Spiegel, in den folgenden Jahren konnte er seinen Vorsprung weiter ausbauen. Im Jahr 2000 startete unter dem Namen Focus Money ein Ableger des Nachrichtenmagazins für Wirtschafts- und Finanzthemen. 2001 wurde ein Ressort für Internetthemen im Focus geschaffen, außerdem brachte man die Internetaktivitäten von Focus Digital in das Gemeinschaftsunternehmen Tomorrow Focus ein. Der Focus Magazin Verlag war damit wieder primär für gedruckte Publikationen zuständig, aber an Tomorrow Focus beteiligt.
2004 gab es erste personelle Veränderungen beim Focus: Helmut Markwort übernahm neben seiner Tätigkeit als Chefredakteur zusätzlich die Position des Herausgebers. Uli Baur wurde vom stellvertretenden Chefredakteur zum Chefredakteur befördert. Unter der neuen Leitung rief der Focus 2005 zusammen mit dem Hörverlag das Download-Portal Claudio für Hörbücher ins Leben. 2006 geriet der Focus in den Journalisten-Skandal des Bundesnachrichtendienstes. Mehrere Journalisten hatten damals dem Geheimdienst angeboten, gegen Geld- und Sachleistungen Informationen über investigative Journalisten und deren Quellen zu sammeln und weiterzugeben. Der Geheimdienst ließ wiederum Focus-Journalisten als Informanten überwachen. Ungeachtet der öffentlichen Debatte um die Affäre setzte der Focus seine Entwicklung fort, hatte aber wie alle Nachrichtenmagazine mit einer sinkenden Auflage zu kämpfen. Ende 2009 wurde der Rückzug von Helmut Markwort als Chefredakteur angekündigt. Zu seinem Nachfolger ernannte man Wolfram Weimer, Gründer des politischen Magazins Cicero. Beobachter stuften die Ablösung Markworts als fundamentalen „Richtungswechsel“ ein. Der Verlag führte noch vor Amtsantritt Weimers einen Relaunch des Focus durch.
Nach nur einem Jahr verließ Weimer den Focus wieder. Seine Stelle wurde nicht erneut besetzt, Baur wurde alleiniger Chefredakteur. Nach Medienberichten hatten Herausgeber Markwort und Baur den neuen Kurs des Focus „abgelehnt und zuletzt immer stärker behindert“. Weimer habe das Magazin „anspruchsvoller und politischer“ positionieren wollen. Die verkaufte Auflage einzelner Hefte sank unter Führung Weimers und Baurs „immer öfter“ unter die Marke von 100.000. 2013 übernahm Jörg Quoos die Chefredaktion des Magazins, Baur wurde Herausgeber. Quoos richtete den Focus politischer aus und reduzierte insbesondere den Anteil von Ratgeber-Themen. Beispielsweise machte das Magazin die Selbstanzeige von Uli Hoeneß wegen Steuerhinterziehung publik und deckte den sogenannten „Nazi-Schatz“ des Kunstsammlers Cornelius Gurlitt auf. 2014 folgte Ulrich Reitz als neuer Chefredakteur, da sich der Verlag und Quoos uneins über die künftige Ausrichtung des Magazins waren. Er vollendete unter anderem den schon von Quoos initiierten Umzug des Focus von München nach Berlin im Jahr 2015. In der bayerischen Landeshauptstadt blieb lediglich ein kleiner Teil der Redaktion. 2016 gab es erneut einen Wechsel an der Redaktionsspitze: Robert Schneider, zuvor Chefredakteur der Superillu, ersetzte Reitz, welcher noch bis Ende des Jahres die Themengebiete Politik und Debatte verantwortete.
2017 kündigte der Focus die Schließung seiner Büros in München und Düsseldorf an, außerdem wurde die Struktur der Redaktion modernisiert. Das Magazin entsteht seitdem komplett in Berlin. Im weiteren Verlauf des Jahres startete Hubert Burda Media unter dem Titel „Menschen im Focus“ eine breit angelegte Leserkampagne. Am 13. Januar 2018 erschien die Jubiläumsausgabe „25 Jahre Focus“ mit einem Cover von Ai Weiwei.

## Auflage
Der Focus gehört zu den auflagenstärksten deutschen Nachrichtenmagazinen und besitzt einen proportional großen Anteil am Anzeigenmarkt (Stand 2005). In den vergangenen Jahren hat das Magazin jedoch wie seine Hauptkonkurrenten Spiegel und Stern erheblich an Auflage eingebüßt. Die verkaufte Auflage ist seit 1998 um 68,1 Prozent gesunken. Sie beträgt gegenwärtig 249.585 Exemplare. Das entspricht einem Rückgang von 533.100 Stück.
Der Einzelhandelsverkaufspreis beträgt 5,20 Euro. Je nach Titelthema schwankt der Einzelverkauf relativ stark. Der Anteil der Abonnements an der verkauften Auflage liegt bei 73,7 Prozent.
| 1998   | 1999   | 2000   | 2001   | 2002   | 2003   | 2004   | 2005   | 2006   | 2007   | 2008   | 2009   | 2010   | 2011   | 2012   | 2013   | 2014   | 2015   | 2016   | 2017   | 2018   | 2019   | 2020   | 2021   | 2022   | 2023   | 2024   |
| ------ | ------ | ------ | ------ | ------ | ------ | ------ | ------ | ------ | ------ | ------ | ------ | ------ | ------ | ------ | ------ | ------ | ------ | ------ | ------ | ------ | ------ | ------ | ------ | ------ | ------ | ------ |
| 782685 | 765077 | 733830 | 730915 | 753203 | 766461 | 752526 | 745362 | 714168 | 720858 | 738679 | 579788 | 550811 | 557796 | 564939 | 509983 | 508489 | 501187 | 480339 | 425891 | 413276 | 349944 | 252035 | 252773 | 235816 | 243327 | 239063 |

| 1998   | 1999   | 2000   | 2001   | 2002   | 2003   | 2004   | 2005   | 2006   | 2007   | 2008   | 2009   | 2010   | 2011   | 2012   | 2013   | 2014   | 2015   | 2016   | 2017   | 2018   | 2019   | 2020   | 2021   | 2022   | 2023   | 2024   |
| ------ | ------ | ------ | ------ | ------ | ------ | ------ | ------ | ------ | ------ | ------ | ------ | ------ | ------ | ------ | ------ | ------ | ------ | ------ | ------ | ------ | ------ | ------ | ------ | ------ | ------ | ------ |
| 327386 | 349476 | 341838 | 343864 | 333627 | 321816 | 347078 | 317562 | 301308 | 302830 | 353981 | 250130 | 226077 | 206890 | 203619 | 180486 | 184647 | 178213 | 180023 | 174638 | 173428 | 173315 | 171751 | 175186 | 176798 | 179641 | 184633 |

## Profil
Der Focus positionierte sich als Nachrichtenmagazin neben dem Spiegel. Dieser wiederum grenzte sich damals dezidiert vom Focus ab und bezeichnete ihn mitunter abschätzig als „Münchner Illustrierte“. Beide Publikationen unterscheiden sich in ihren redaktionellen Konzepten: Der Spiegel legt einen Schwerpunkt auf komplexe politische, wirtschaftliche und gesellschaftliche Analysen, während der Focus neben seiner politischen Berichterstattung auch alltagsrelevante Themen aus den Bereichen Familie, Gesundheit, Finanzen und Karriere bedient. Allerdings veröffentlichte der Spiegel zuletzt mehr Nutzwerttitel nach dem Vorbild des Focus. Lesern werden mit vergleichsweise kürzeren Texten, vielen Grafiken, einer starken Bildsprache und Ranglisten Informationen geboten, die schneller zu rezipieren sind. Ratgeberjournalismus ist seit jeher ein wesentliches Element des Focus. Zielgruppe des Nachrichtenmagazins sind nach eigener Aussage Menschen, die sich durch ein „aktives Informationsverhalten und insbesondere durch ihre Informationsintensität in der Gesellschaft, in der Politik und im Beruf auszeichnen“. Beobachter bezeichneten dies zum Start des Magazins als „Info-Elite“. Der Focus ist generell dem bürgerlichen politischen Spektrum zuzuordnen.

## Rezeption
Größere Aufmerksamkeit erregte ein Bericht des Focus über den GSG-9-Einsatz in Bad Kleinen, der im Januar 1994 zu einer Durchsuchung der Büros führte. Die Justiz ermittelte gegen das Magazin, weil aus vertraulichen Quellen zitiert worden war, etwa einem Auswertungsbericht des Bundeskriminalamts und dem Taschenkalender des durch Suizid umgekommenen RAF-Terroristen Wolfgang Grams. Nach Angaben des Spiegel lieferten die beim Focus gefundenen Dokumente den entscheidenden Hinweis zur Identifikation des Informanten.
1995 berichtete der Focus über wirtschaftliche Schwierigkeiten der Hamburger Privatbank Mody. Daraufhin zogen viele Kunden ihre Einlagen ab, einen Tag nach Erscheinen des Magazins musste die Bank vorläufig schließen. Die Aktionäre machten den Focus in der Folge direkt für die Zahlungsunfähigkeit verantwortlich. Ihrer Argumentation folgte die Pressekammer des Hamburger Landgerichts, sie verurteilte den Focus zu Schadenersatz. Diese Entscheidung wurde vom Hanseatischen Oberlandesgericht in Hamburg im Berufungsverfahren aufgehoben, der Bundesgerichtshof wies die Revision der Kläger zurück. Der Focus begrüßte den Abschluss der juristischen Auseinandersetzungen als „Sieg für die Pressefreiheit“.
Im Februar 2010 veröffentlichte das Magazin ein Titelblatt mit der Statue der Aphrodite von Melos mit gestrecktem Mittelfinger. Dies sorgte europaweit für negative Schlagzeilen und Unmut und wurde in Griechenland als Geschmacklosigkeit angesehen.
2016 erregte die Berichterstattung des Focus über die sexuellen Übergriffe in der Silvesternacht 2015/16 Aufsehen. Das Titelblatt zeigte Handabdrücke in schwarzer Farbe auf einer nackten weißen Frau, es wurde teilweise als „nackte Beleidigung“ kritisiert und als „rassistisch“ eingestuft. Im Gegensatz zur Süddeutschen Zeitung, die mit einer Darstellung ebenfalls polarisiert hatte, lehnte der Focus eine Entschuldigung ab und rechtfertigte das Cover als symbolische Darstellung dessen, „was in Köln geschah“. Der Deutsche Presserat erhielt zahlreiche Beschwerden über den Focus, wies jedoch alle ab. Anders entschied der Presserat bei dem Ableger Focus Money.

### Kontakte zu Nachrichtendiensten
Die Focus-Redaktion rückte bei den Ermittlungen zum Journalisten-Skandal des Bundesnachrichtendienstes in den Blickpunkt (ab 2006). Bei dem Skandal hatten mehrere Journalisten dem Geheimdienst angeboten (unter anderem gegen Geld- und Sachleistungen), Informationen über investigative Journalisten und deren Quellen zu sammeln und weiterzugeben. Dies ergab sich aus den Erkenntnissen des Bundestagskontrollausschusses, der Aussage vom BND-Direktor Volker Foertsch am 12. Februar 2009 und dem Schäfer-Bericht zur BND-Affäre.
Eine zentrale Spitzelrolle hatten demnach die Focus-Journalisten mit den BND-Decknamen Jerez, Bosch und Dali. Die Notizen von BND-Direktor Foertsch über weitergegebene Informationen durch Focus-Redakteur Josef Hufelschulte umfassten gar 219 Seiten. Die Focus-Journalisten wurden als Informationsquellen vom BND teils selbst überwacht.

### Einseitige Einflussnahme auf Bildungseinrichtungen
Focus Money betreibt in Zusammenarbeit mit der Initiative Neue Soziale Marktwirtschaft das Schulprojekt „Wir erklären die Wirtschaft“. Im Rahmen des Projektes werden Lehrern und Schulen monatlich Lehrmaterialien für den Unterricht zur Verfügung gestellt. Das Medienmagazin Zapp nutzte das Projekt im Oktober 2011 als Beispiel für die einseitige und intransparente Beeinflussung von Schulen und Lehrinhalten durch Unternehmen und Lobbyinggruppen. Eine weitere Kooperation mit der BSH Bosch und Siemens Hausgeräte GmbH („FOCUS macht Schule“) wurde im gleichen Zusammenhang ebenfalls kritisiert.

### Verletzung journalistischer Spielregeln
Anlässlich eines Tarifkonflikts zwischen der Deutschen Bahn AG und den Bahn-Gewerkschaften im November 2014 bezeichnete Focus Online den Gewerkschaftsvorsitzenden Claus Weselsky (GDL) in einem Artikel als den aktuell wohl meistgehassten Deutschen. Der Artikel machte so genaue Angaben zu Weselskys Privatwohnung, dass eine Identifizierung der Adresse durch Ortskundige möglich war. Dieses Ausforschen und Zugänglichmachen der Privatadresse des Gewerkschaftsvorsitzenden wurde als Verletzung journalistischer Spielregeln kritisiert.
Im Herbst 2014 wurde bestätigt, dass Helmut Markwort unter dem Pseudonym Moritz Rodach mehrere Artikel auf Focus Online über den FC Bayern geschrieben hatte, obwohl er Mitglied des Verwaltungsbeirates des Vereins ist.

### Synchronisation von Nachricht und Werbung
In einer Studie der TU Dresden von 2014 wurde die Synchronisation von Nachricht und Werbung untersucht. Ergebnis war, „dass über Unternehmen sowohl im Spiegel als auch im Focus erstens häufiger, zweitens freundlicher, drittens mit mehr Produktnennungen berichtet wird, je mehr Anzeigen diese Unternehmen schalten“.

### Verletzung von Persönlichkeitsrechten
Durch eine einstweilige Verfügung  des Landgerichts Berlin wurde Focus und seinem später für die Partei AfD tätigen Redakteur Michael Klonovsky 2008 untersagt, zu behaupten, der Journalist Anton Maegerle arbeite „gleich für fünf verfassungsschutzrelevante Periodika“, die als linksextremistisch eingestuft werden. In einem Artikel 2007 im Focus unter der Überschrift „Ich sehe was, was du nicht siehst“ hatte sich Klonovsky diese Falschbehauptung von Felix Krautkrämer, einem Autor der Jungen Freiheit, zu eigen gemacht.

### Rügen durch den Deutschen Presserat
FOCUS online sowie FOCUS money wurden von 2014 bis 2024 insgesamt 15 Mal vom Deutschen Presserat öffentlich gerügt. Dazu zählen bspw. Rügen wegen Verstoß gegen die Menschenwürde, gegen den Schutz der Persönlichkeit, gegen den Grundsatz Trennung von Werbung und Redaktion sowie Rügen wegen Sensationsberichterstattung und mangelnder Sorgfalt.

## „Ärzteliste“
Die Focus-Ärzteliste wurde erstmals in Ausgabe 6/1993 im damals neu gegründeten Magazin Focus publiziert. Nach Focus-Angaben werden die Daten, auf denen die Liste basiert, mittels journalistischer Recherche und wissenschaftlicher Ansätze aus unterschiedlichen Disziplinen erhoben. In die Auswertung werden Ärzte aufgenommen, die eines oder mehrere dieser Kriterien erfüllen: Vorliegen einer Weiterbildungsbefugnis oder Habilitation (Lehrbefugnis), Innehaben einer leitenden Funktion in einem Krankenhaus, Spezialist einer Fachgesellschaft, mehrere Facharztqualifikationen, absolvierte Weiterbildungen, wissenschaftliche Publikationen oder früher bereits auf die Liste aufgenommen. Die ZDF-Sendung Frontal21 berichtete am 10. November 2020 in einem Beitrag mit dem Titel Fragwürdige Empfehlungen für Ärzte – Intransparente Siegelgeschäfte, dass die Focus-Siegel („TOP Mediziner – Deutschlands renommierte Ärzteliste“, „Empfehlung – Die empfohlenen Ärzte in der Region“, „TOP Nationales Krankenhaus – Deutschlands grösster Krankenhausvergleich“, „TOP Regionales Krankenhaus – Deutschlands grösster Krankenhausvergleich“, „TOP Privatklinik – Deutschlands grösster Privatklinik-Vergleich“, „TOP Rehaklinik – Deutschlands grösster Rehaklinik-Vergleich“) anscheinend wahllos an Ärzte und Kliniken vergeben würden und nur der Erzielung von Einnahmen durch Lizenzgebühren dienten.
Eine Ärztin hat eine Focus-Empfehlung für ein Fachgebiet erhalten, auf dem sie seit über 20 Jahren nicht mehr tätig ist. Insbesondere wurde eine Praxisausstattung belobigt, die tatsächlich aber nur aus einer Couch, einem Schreibtisch, einem Sessel und einer Akupunktur-Liege besteht. Ein Kinder- und Jugendarzt in Marburg erhielt die Empfehlungsurkunde als Psychotherapeut, ein Jahr später als Tropenmediziner, obwohl er kein Tropenmediziner ist, und später dann als Palliativmediziner, obwohl dies nicht sein Schwerpunkt ist und er – nach seinen eigenen Angaben – auf diesem Fachgebiet deutlich weniger praktische Erfahrung hat als Hospiz-Ärzte. Das Universitätsklinikum Gießen und Marburg wurde 2019 als „TOP Regionales“, „TOP Nationales Krankenhaus“, „TOP Alzheimer“, „TOP Parkinson“ und „TOP Nationales Krankenhaus Unfallchirurgie“ ausgezeichnet und wirbt mit diesen Siegeln, obwohl aus Sicht der Betriebsräte die Klinik unter Personalmangel und Mitarbeiter unter Überlastung leiden und es insbesondere auch aus Abteilungen, die ausgezeichnet wurden, Überlastungsanzeigen gibt.
Focus bzw. der dahinter stehende Verlag Hubert Burda Media verlangt für die öffentliche Werbung mit dieser – offenbar nicht auf Fakten basierenden und damit wertlosen – Urkunde mit Siegel 1.900 € pro Siegel. Der Frontal21-Beitrag erklärt das dahinter stehende Geschäftsmodell: „Verantwortlich für das FOCUS-Siegel-Geschäft ist Burkhard Graßmann, Geschäftsführer beim Burda-Verlag. 2017 sprach er im Medienfachblatt kressNEWS von einem ‚zweistelligen Millionenumsatz mit wunderbaren Renditen‘. Und Grassmann weiter: ‚Wir bieten allen 280.000 Ärzten in Deutschland die Möglichkeit, sich darzustellen.‘“
Die Zentrale zur Bekämpfung unlauteren Wettbewerbs kritisiert dieses Siegel-Geschäft als „grob irreführende“ Werbung.
Focus weist die Kritik zurück: „Wir sind mit unseren auf Qualitätsdaten aus verlässlichen und auch amtlichen Quellen (...) basierenden Erhebungen einzigartig in Deutschland. (...) weshalb man nicht von Irreführung sprechen kann.“
Das Landgericht München I gab der Wettbewerbszentrale recht und beurteilte die gegen Geld vergebenen Siegel als Verstoß gegen das „lauterkeitsrechtliche Irreführungsgebot“ (sic, gemeint ist offensichtlich das Irreführungsverbot). Im Urteil heißt es ferner:

„Die Wettbewerbswidrigkeit der Prüfsiegel ergibt sich im vorliegenden Fall daraus, dass in irreführender Weise der Bereich des redaktionellen, wertenden Beitrags verlassen und der Eindruck erweckt wird, es finde eine Bewertung nach objektiven Kriterien statt“

Ähnliche Kritik an der Vergabe zahlreicher vermeintlicher Qualitätssiegel gibt es auch an der Schwester-Zeitschrift aus demselben Verlag Focus Money.
2017 entfernten Mitarbeiter des Burda Verlages kritische Einträge in diesem Wikipedia-Eintrag.
Am 22. Mai 2025 entschied das Oberlandesgericht München (OLG München) in der Revisionsverhandlung (Az. 29 U 867/23) zur Zulässigkeit der Focus-Siegel, dass diese nicht irreführend sind und hob damit das frühere Urteil des Landgericht München vom 2023 auf. Die Klage der Wettbewerbszentrale gegen Burda auf Unterlassung wurde damit abgewiesen. Das Urteil ist noch nicht rechtskräftig. Das OLG argumentierte in seinem Urteil (Auszug): Die Methodik, die Burda im Verfahren dargelegt hatte, erfolge „nach sachgerechten Kriterien“ und werde von durchschnittlichen Verbrauchern nicht mit einem Prüfsiegel etwa aus dem sicherheitstechnischen Bereich verwechselt.